# Automobiles Berliet

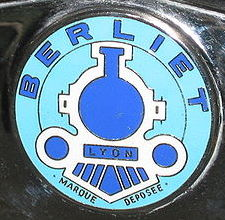
Logo Berliet.

Le nom Berliet est avant tout synonyme de camions. Si Berliet est surtout reconnu comme constructeur de véhicules industriels lourds, beaucoup ignorent que la firme lyonnaise, créée en 1901, a commencé son activité en produisant des automobiles. Cette production a duré jusqu’en 1939. Berliet a également produit des véhicules utilitaires légers durant cette période mais excepté durant la Première Guerre mondiale, cette production est toujours restée marginale.

## Rappel historique
La société Berliet, fondée en 1901 était, à l’origine, un fabricant d’automobiles. La diversification arrive en 1906 avec le premier autobus suivi, en 1910, du premier camion. Les véhicules utilitaires, dérivés ou non de modèles existants, ont toujours été marginaux chez Berliet bien que représentant souvent les 2/3 de la production nationale française d’utilitaires. C'est pendant la Première Guerre mondiale que Berliet va devenir un producteur important de camions, mobilisé pour soutenir l’effort de guerre et se fait remarquer dans cette activité. Dans la fin du conflit, faute de débouchés commerciaux, la quasi-totalité des usines Berliet sont réorientées vers l’automobile.
L’investissement est important mais la demande n’est pas au rendez-vous, et dès 1921, Berliet est placé sous administration judiciaire. Les banques prennent le relais jusqu’en 1929, année où le passif de Berliet est totalement apuré. Marius Berliet va pouvoir reprendre la direction de son entreprise mais les effets du krach boursier de 1929 se répercutent en France et l'entreprise Berliet plonge à nouveau dans d'énormes difficultés financières.
À cette époque, la gamme des automobiles Berliet va de la petite 8 CV Type VIL à une grosse 22 CV. C’est bien la 8 CV qui est la plus demandée car elle remporte du succès. Berliet développe une évolution qui apparaît en 1932 : c’est la 944 pour 9 CV, 4 cylindres, 4 vitesses. Cette voiture est très appréciée de la clientèle, Berliet propose des choix techniques rares : boite de vitesses à quatre rapports, moteur avec soupapes et tête ou encore un circuit électrique sous 12 volts.
En fin d’année 1933, Berliet présente la 1144 qui dérive de la 944 équipée d'un châssis surbaissé et d’une direction à crémaillère, c’est ainsi qu’est née la Berliet Dauphine. En fait, Dauphine désigne une « carrosserie » qui sera aussi proposée sur la 944 et sur le modèle 14 Cv sur demande du client. Le timide succès de la Dauphine va mettre un terme aux carrosseries Coach et Roadster mais, à partir de 1935, elle va souffrir de la concurrence de la Citroën Traction de conception révolutionnaire. La Dauphine Berliet a bien du mal à soutenir la comparaison, notamment au niveau qualité-prix. La 11 CV Dauphine était vendue 24 330 Francs contre 22 500 Francs pour la Traction. L’année suivante, Peugeot lance la 402 avec une ligne futuriste, copiée de la Chrysler Airflow, à un prix à peine supérieur à la Traction. Marius Berliet comprend très vite qu’il n'est plus dans la course et recentre son activité vers la production d’utilitaires. Dès 1934, la Dauphine ne bénéficie plus d’aucune évolution jusqu’à l'arrêt de sa fabrication en 1938 après avoir produit environ 6 850 exemplaires seulement.
Avant de faire disparaître complètement son département automobiles, Berliet se donne une dernière chance en proposant, en 1939, la Dauphine Type VIRP 2, qui était en réalité une Peugeot 402 rebadgée équipée d'un moteur Berliet, un modèle qui n'aura aucun succès avec 200 exemplaires produits.

### Type 20 CV (1903)

Berliet 40 HP.

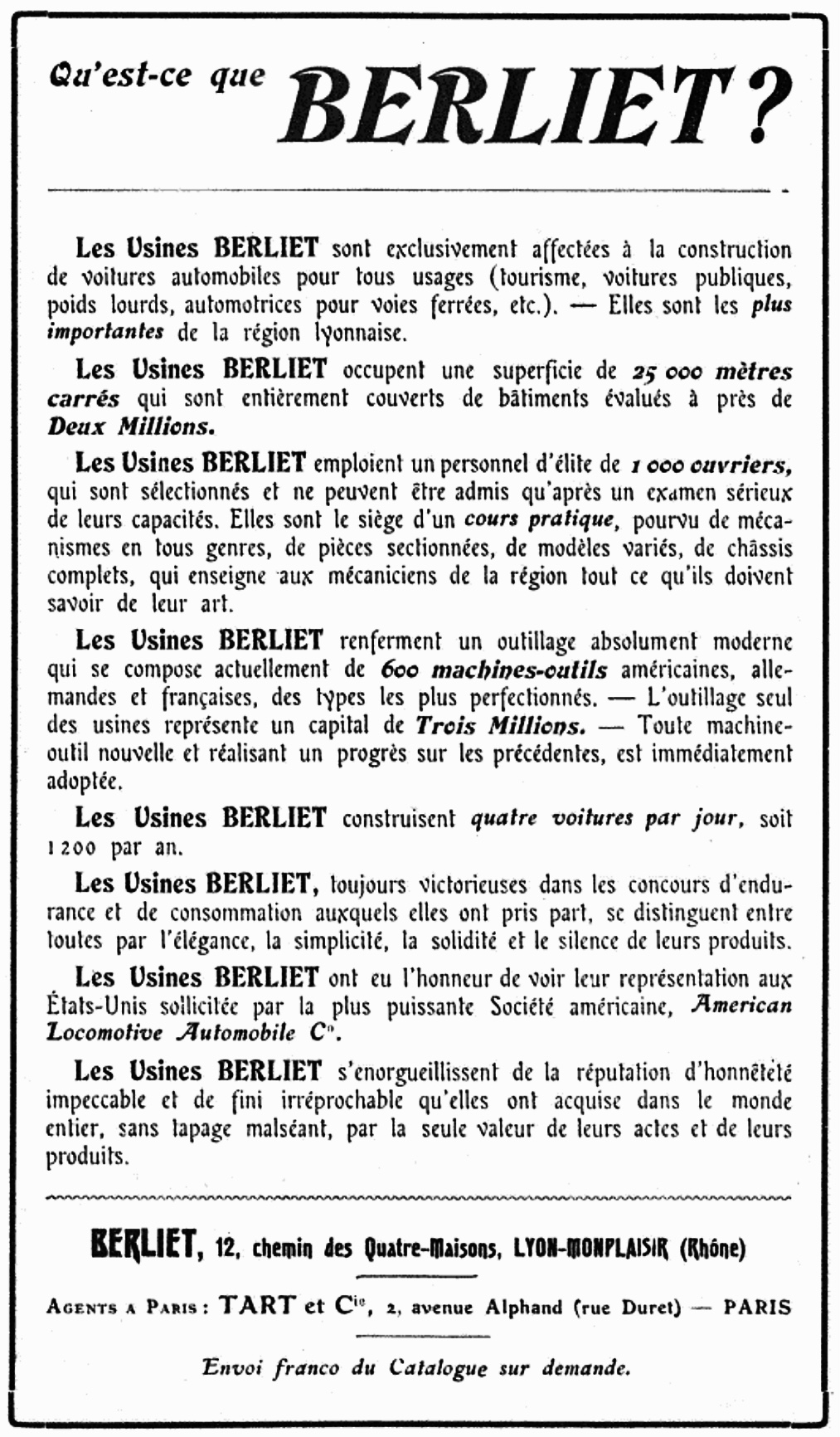
Berliet (1907). La production de Berliet en 1907 est d’environ 1200 véhicules par an. Ce nombre correspond à 4 véhicules finis par jour. Le nombre d’unités est principalement attribuable au nouveau Type H, qui a été produit à partir de 1905 et a été courant jusqu’en 1908 environ. Seuls quelques véhicules du type C abandonné doivent être pris en compte dans le nombre d’unités. En 1908, le nombre de véhicules produits est à nouveau de 1200 unités.

## Les modèles automobiles Berliet

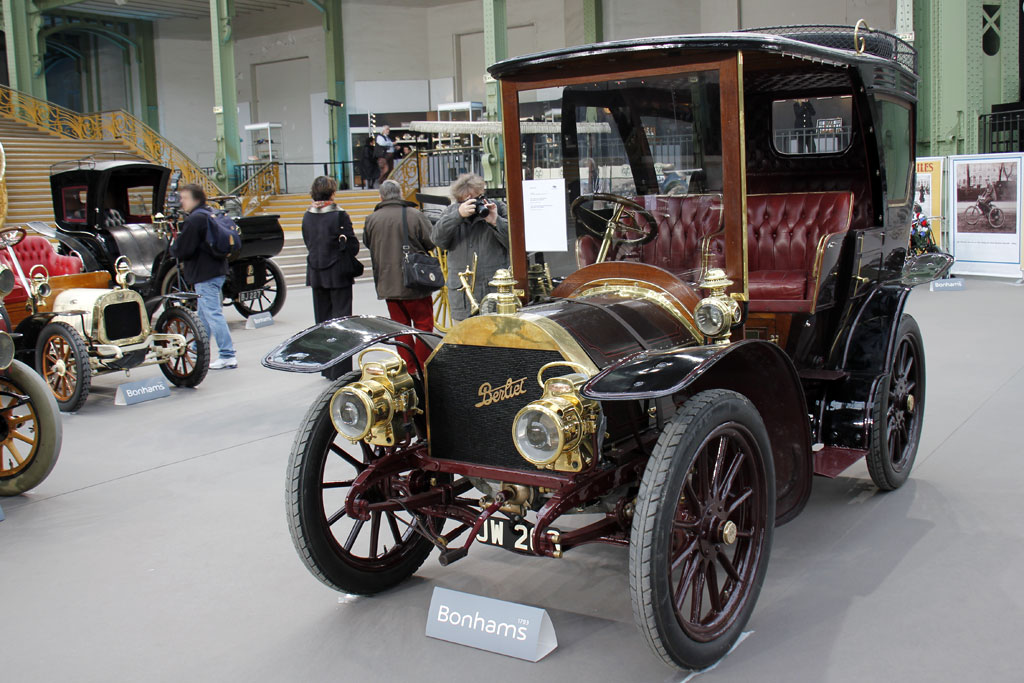
Berliet 20 CV demi-limousine.

### Type 40 HP (1906-)
Berliet a démarré son activité avec des modèles haut de gamme, puissants et coûteux. La Berliet 40 HP de 1906 en fait partie. C'est une automobile sérieusement construite mais très chère.

### Type C3 (1908-)
Le modèle C3  avait un moteur à quatre cylindres de 6333 cm³ avec un alésage de 120 mm et une course de 140 mm. La transmission avait quatre vitesses. L'empattement était de 3200 mm. La voie avait 1400 mm. La transmission de puissance à l'essieu arrière se faisait par une chaîne.

### Type 1908 (1908-)
La Berliet 1908 Torpédo, lancée en 1908 d'où son nom, était équipée d'un moteur Berliet 4 cylindres coulés par paire de 5 320 cm3 développant 25 ch, d'une boîte de vitesses à 4 rapports reliée par chaîne et d'un démarreur électrique. En 1908, elle a remporté la Targa Florio et se classa 8e à la Targa Bolognèse.

### Type AM (1911-)
La Berliet type AM est une automobile de la gamme économique (15 HP) présentée en 1911. C'est le premier modèle de la marque qui cherche à conquérir une clientèle moins fortunée. Elle est animée d'un moteur Berliet 4 cylindres de 12 HP et connait un certain succès auprès du public.

### Type VB (1919-20)
La Berliet type VB est une automobile de gamme moyenne, copie d'un modèle Dodge jugé idéal et construite en masse suivant le même système de fabrication industrielle utilisé par le constructeur américain. Comme de coutume à l'époque, les constructeurs livraient des châssis motorisés aux carrossiers. Il faudra attendre 1925 pour que les ateliers Berliet construisent leurs propres carrosseries.
La type VB était équipée d'un moteur Berliet 4 cylindres en ligne à soupapes latérales de 3 306 cm3 développant 15 CV. Il est couplé à une boîte de vitesses à 3 rapports. La vitesse maxi est de 85 km/h. La réputation de robustesse des automobiles de la marque a été vraiment mise à mal par la précipitation qui a présidé à la mise au point de ce modèle trop vite lancé en production suivant les techniques américaines mal maîtrisées mais surtout à cause de l'emploi d'aciers de qualité très médiocre. La production débutée en 1919 sera arrêtée en 1920.

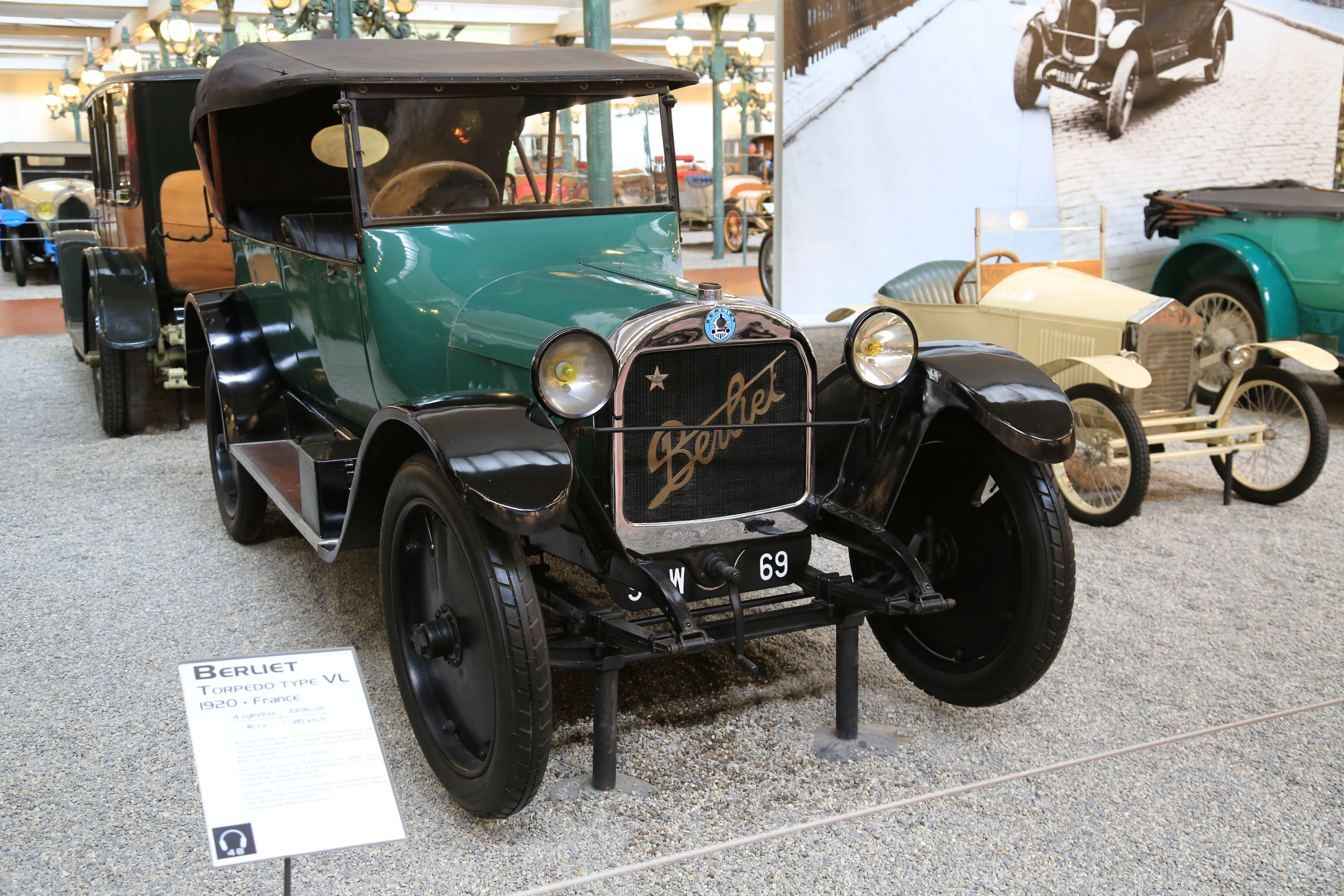
Berliet VL Torpédo (1920).

### Type VL (1920-)
La Berliet type VL est une automobile de gamme moyenne produite pendant la période de dépression d'après-guerre. La société Berliet est en prise avec de très sérieux problèmes financiers et la réputation de fiabilité des produits Berliet est gravement entachée par des problèmes de qualité de fabrication et des difficultés d'approvisionnement en acier de qualité. L'entreprise manque surtout de moyens financiers pour investir dans l'amélioration de la mise au  point de ses modèles.
La type VL  est équipée d'un moteur Berliet 4 cylindres en ligne à soupapes latérales de 3 306 cm3 développant 15 CV avec une boîte de vitesses à 3 rapports. La vitesse maxi est de 85 km/h. C'est en fait une "VB" qui a subi quelques minimes modifications d'aménagement.

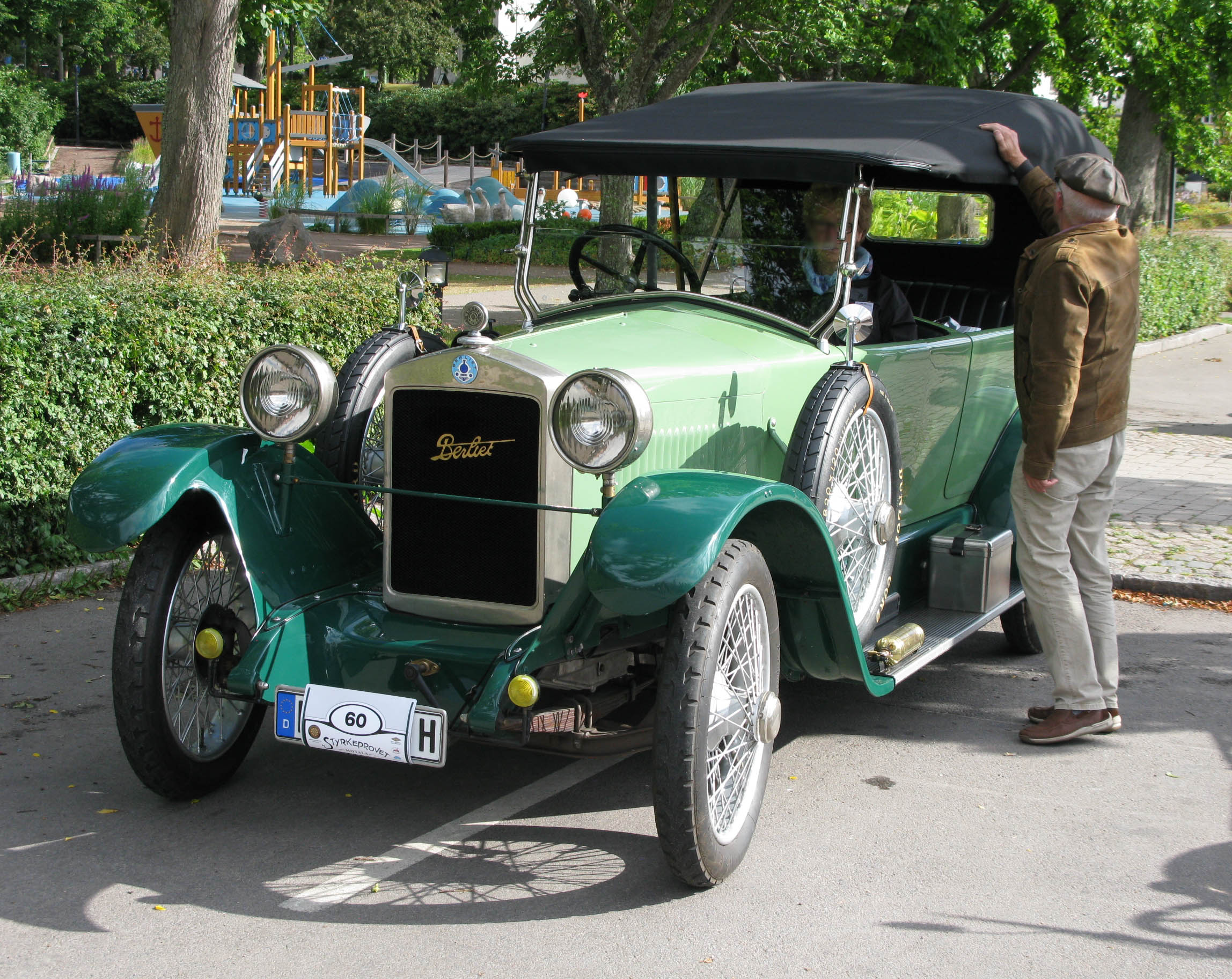
Berliet VHC Torpédo 12 CV.

### Type VM (1922-1925)

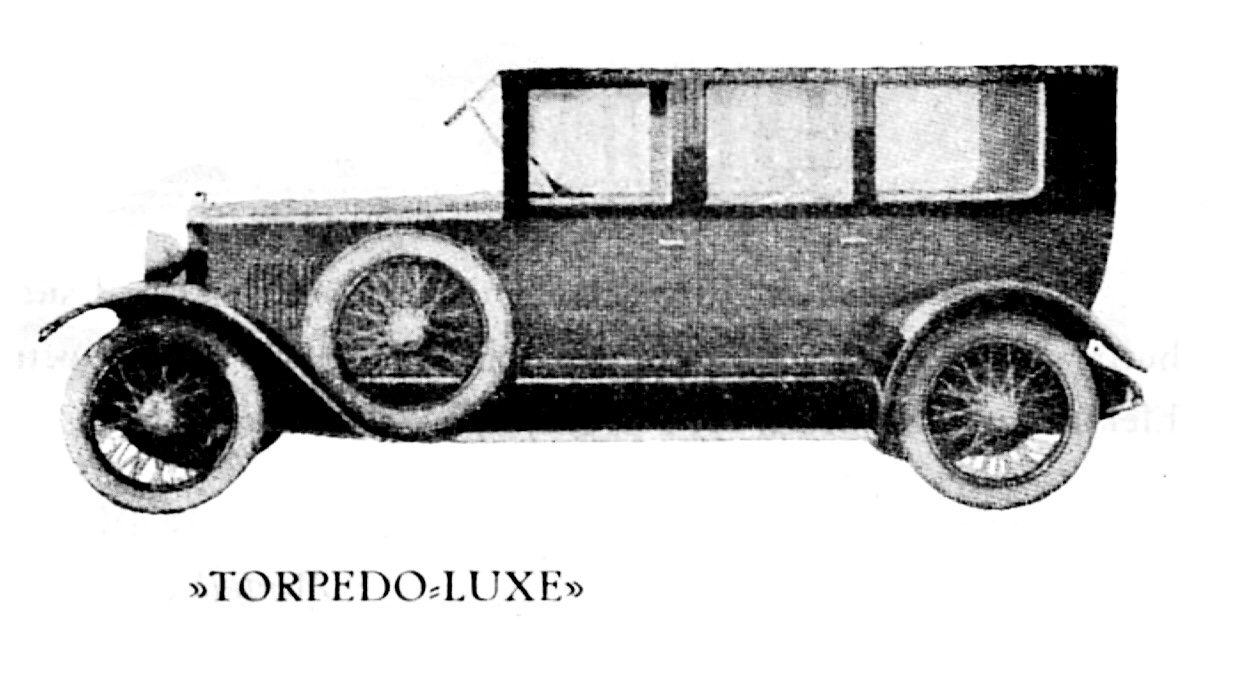
Berliet VM 40 HP

### Type VI (1923-1927)

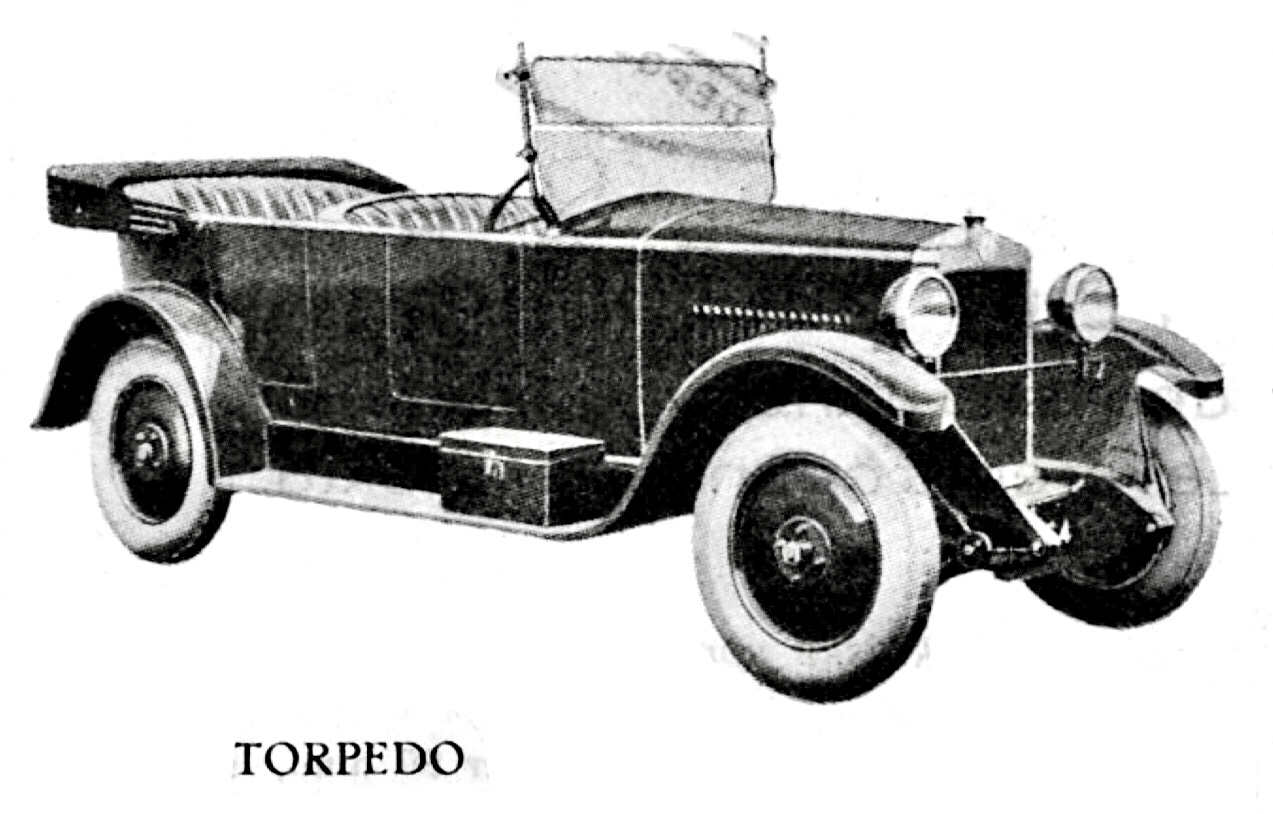
Berliet VI 23 HP

### Type VHC (1923-)

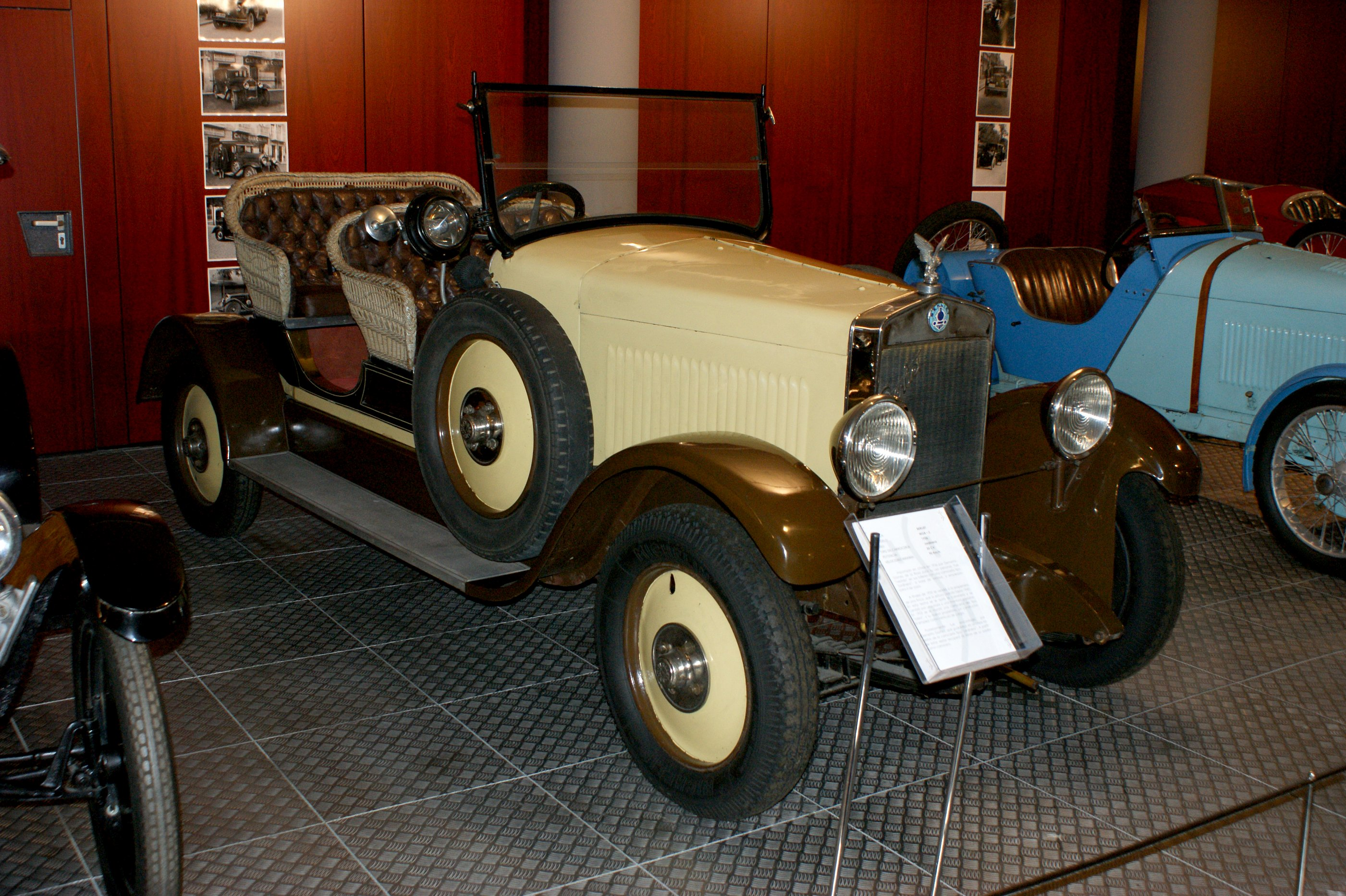
Berliet MGB Jardinera (1922).

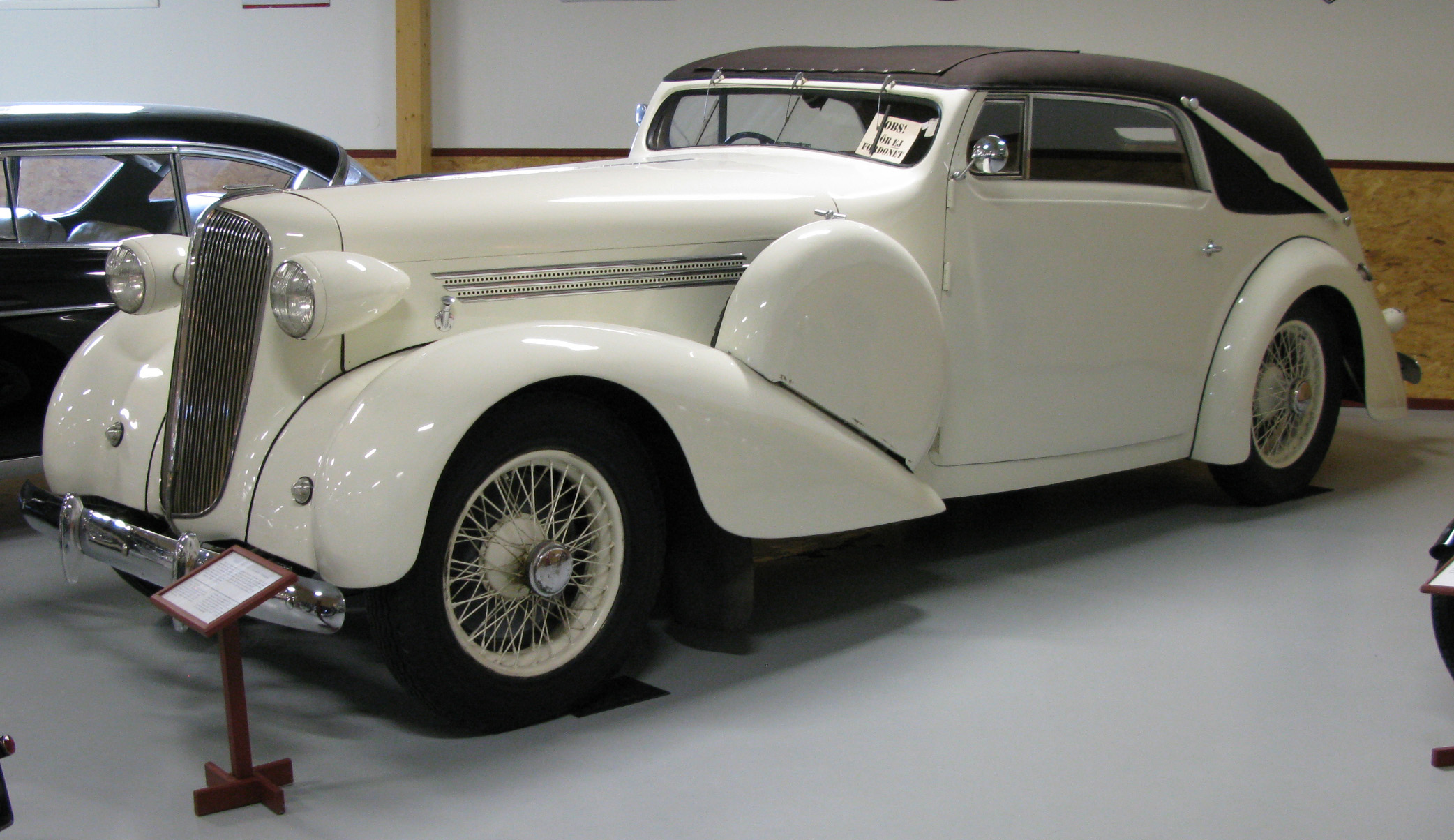
Berliet Type A1.

### Type VIG (1925-29)
La Berliet type VIG est une automobile de gamme moyenne, équipée d'un moteur Berliet 4 cylindres à soupapes latérales. Avec ce modèle, la marque inaugure son propre atelier de carrosserie. Toutes les automobiles qui en sortent ont la même silhouette très carrée, impression renforcée par le radiateur caractéristique. Ce modèle, de meilleure qualité que tous les précédents, va permettre à la marque de redorer sa réputation au niveau de la qualité. La production du modèle s'est déroulée de 1925 a 1929.
La type VIG était équipée d'un moteur Berliet 4 cylindres en ligne avec soupapes latérales, 65 × 112 mm, développant 9 CV. Elle disposait d'un démarreur électrique, d'un allumage par magnéto et d'une alimentation d'essence par exhausteur. Le moteur était couplé à une boîte de vitesses à 4 rapports non synchronisés. Les suspensions sont à essieux rigides et ressorts semi-elliptiques. Les 4 roues sont équipées de freins à tambour.

### Type VRC (1925-30)

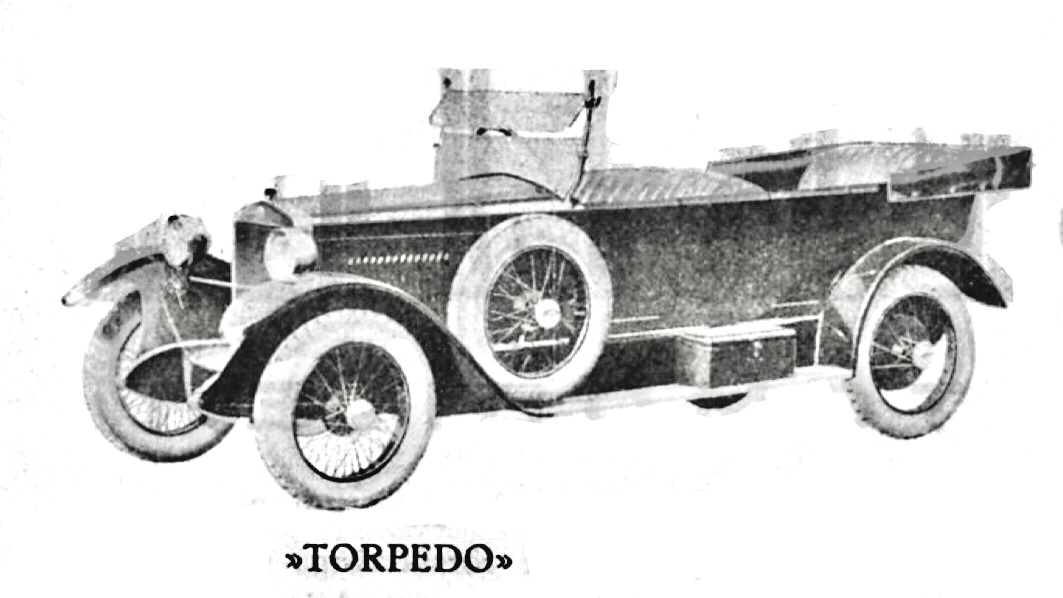
Berliet VR 32 HP (1924).

La Berliet VRC est une automobile construite dans l'usine de Lyon et considérée sérieuse et fiable. Cette limousine dont l'habitacle est séparé du chauffeur, est habillée par les carrossiers extérieurs comme J. Panel de Courbevoie. Elle était équipée d'un moteur Berliet 4 cylindres avec soupapes en tête et allumage 12 volts qui développait 12 HP. Elle a été produite de 1925 à 1930.

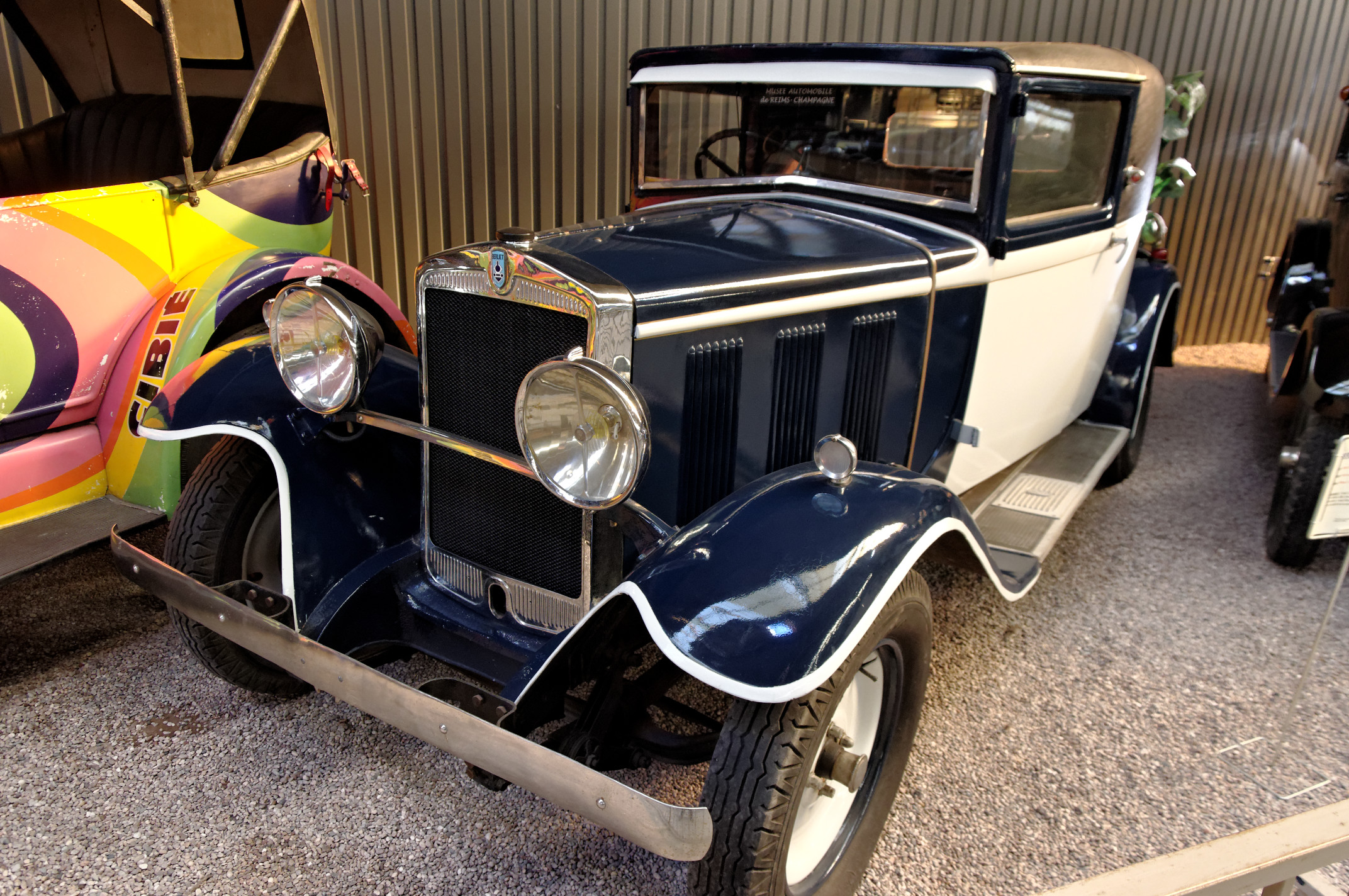
Berliet D68 VITS.

### Type VITS / D68 (1928-30)
La Berliet VITS est une berline de gamme moyenne 11 CV équipée d'un moteur 4 cylindres en ligne avec soupapes latérales de 2 000 cm3. Les suspensions sont à essieux rigides avec ressorts semi-elliptiques. Les 4 roues sont équipées de freins à tambour. La vitesse maxi est de 80 km/h.

### 944 / 1144 / Dauphine / VIRP 2 Dauphine
En 1933, Berliet développe une nouvelle gamme de voitures qui va de la petite 944, suivie de la 1144 quelques mois plus tard. C'est sur cette base qu'est réalisée la gamme « Dauphine » avec quelques évolutions techniques mais le marché automobile français est pris de court en 1934 avec l’apparition de la Citroën Traction qui distance technologiquement toutes ses rivales nationales.
Berliet ne peut tenir tête ni sur le plan de l’innovation ni au niveau du prix. Une Berliet 1144 Dauphine est vendue 10% plus chère qu'une moderne Citroën Traction. Berliet aurait pu essayer de dynamiser sa filiale automobile en dotant la voiture d'une ligne plus moderne tout en dissimulant une technologie obsolète, comme l'avait fait Peugeot avec sa 402. C’est un choix beaucoup plus radical qui fut retenu, la reconversion de l’outil industriel pour produire davantage d’utilitaires que d’automobiles, faute de moyens financiers suffisants pour innover dans ces deux secteurs d’activité.
Mais arrêter brutalement la production de voitures n'était pas envisageable, Berliet jouissait encore d’une petite clientèle très fidèle à la marque et à ses solutions techniques comme le réseau électrique en 12 volts ou le moteur à soupapes en tête. Faute de moyens financiers, la « Dauphine » ne recevant plus de mises à jour, Berliet essaye de rajeunir le modèle en se rapprochant de Peugeot. Un accord a été conclu au cours du Salon de Paris 1938 qui permet à Berliet d'acheter à Peugeot des caisses de 402 limousine pour les modifier légèrement et les équiper d’un moteur Berliet. C’est ainsi qu'apparaît la Berliet VIRP 2 Dauphine, équipée d’un moteur 2,0 litres qui développait 40 Ch, accolé à une boite à quatre rapports.
La ligne de la voiture est revue par Berliet et perd sa calandre fuseau pour un avant s’inspirant des Buick de l’époque. Les feux migrent de l'intérieur de la calandre vers les ailes. Lancé en 1939, le modèle n'a été produit qu'à  seulement 200 exemplaires. Plus aucune voiture Berliet ne sera produite après ce terrible échec.

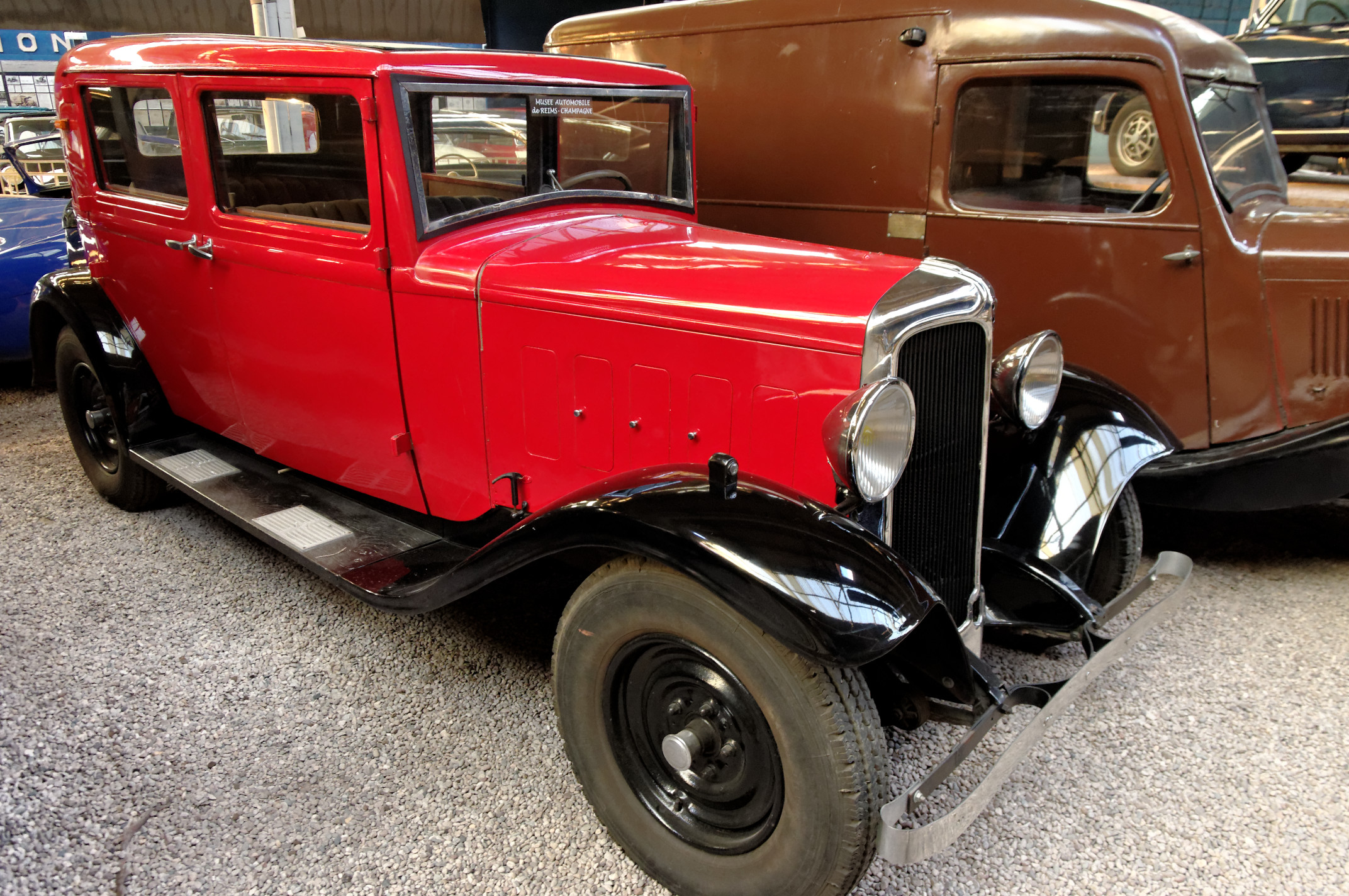
Berliet 944.

#### Type 944 (1934-)
La Berliet 944 est une berline populaire qui succède à la VIL. Elle n'est plus désignée par des lettres mais par un nombre "944" pour 9 chevaux, 4 cylindres et 4 vitesses.
Construite près de Lyon et essentiellement vendue dans la région, son moteur moderne et sa boîte de vitesses à 4 rapports la rendent bien adaptée au relief montagneux. La publicité de l'époque la qualifie "La voiture de grande satisfaction".
La type 944 est propulsée par un moteur moderne, 4 cylindres avec soupapes en tête de 1 600 cm3, allumage 12 volts, développant 40 ch (9 CV fiscaux), couplé à une boîte de vitesses à 4 rapports dont la 4e est en prise directe.
Les suspensions avant sont indépendantes à ressort transversal et la direction à crémaillère. La vitesse maximale est de 95 km/h.

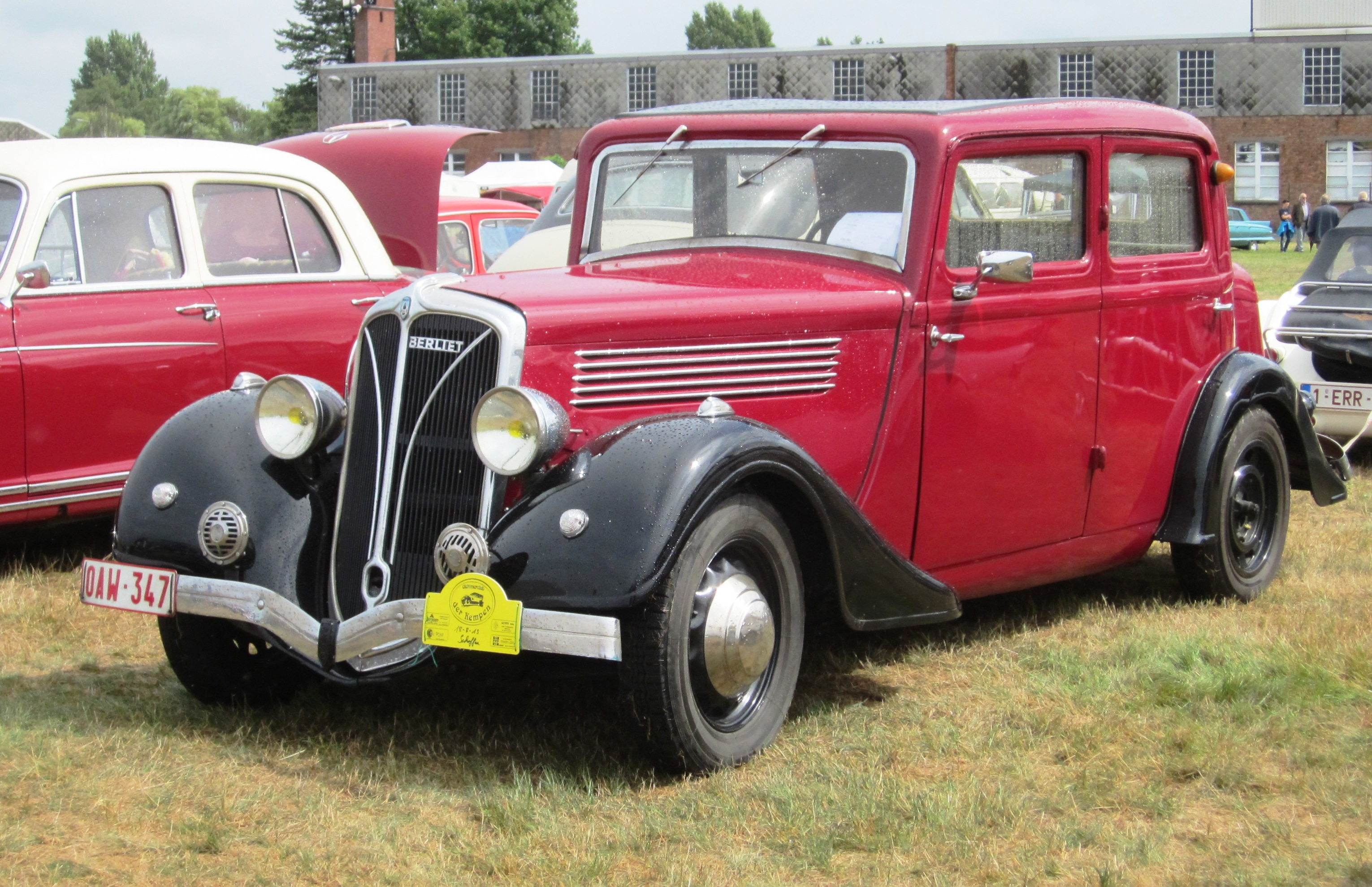
Berliet Dauphine.

#### Type VIRP2 Dauphine (1938-39)
À partir de 1935, la Dauphine est l'unique modèle en production par Berliet et, en 1938, Berliet ne propose plus qu'une seule version de la Dauphine, la VIRP2. Le constructeur cesse définitivement de produire des automobiles en 1939 avec ce modèle.
La Berliet Dauphine VIRP2 est construite à partir d'une caisse de Peugeot 402B facilement identifiable à l'arrière. Pour la distinguer de la Peugeot, Berliet remplace la calandre effilée aux phares intégrés sous la grille devant le radiateur par une calandre classique inspirée des Buick ou des Pontiac. Le châssis, les trains roulants, le moteur et la boîte sont d'origine Berliet. L'intérieur de la voiture est identique à la Peugeot.
La Dauphine VIRP2 est équipée d'un moteur Berliet 4 cylindres en ligne de 1 990 cm3 avec soupapes en tête, développant 50 ch à 4 000 tr/min (11 CV fiscaux), accouplé à une boîte de vitesses à 4 rapports. La vitesse maxi est de 115 km/h. Les suspensions avant sont indépendantes avec ressort à lames transversal et arrière à essieu rigide avec ressorts à lames longitudinaux. Les freins à tambour auto-serreur sont commandés par câble.